# David Zwilling
David Zwilling (ur. 24 sierpnia 1949 w Abtenau) – austriacki narciarz alpejski, dwukrotny medalista mistrzostw świata. 

## Kariera
W zawodach Pucharu Świata zadebiutował 12 grudnia 1968 roku w Val d’Isère, zajmując 24. miejsce w gigancie. Pierwsze punkty (do sezonu 1978/79 punktowało tylko dziesięciu najlepszych zawodników) zdobył 6 stycznia 1969 roku w Adelboden, gdzie był dziewiąty w tej samej konkurencji. Na podium po raz pierwszy stanął 5 stycznia 1971 roku w Berchtesgaden, kończąc rywalizację w gigancie na trzeciej pozycji. W zawodach tych wyprzedzili go jedynie Edmund Bruggmann ze Szwajcarii i Francuz Patrick Russel. W kolejnych startach jeszcze siedem razy stawał na podium, odnosząc przy tym dwa zwycięstwa: 13 marca 1971 roku w Åre i 19 grudnia 1972 roku w Madonna di Campiglio był najlepszy w gigantach. W klasyfikacji generalnej sezonu 1972/1973 zajął drugie miejsce, ulegając tylko Włochowi Gustavowi Thöniemu.
Wystartował na mistrzostwach świata w Val Gardena w 1970 roku, zajmując trzynaste miejsce w gigancie. Na rozgrywanych dwa lata później igrzyskach olimpijskich w Sapporo uplasował się na siódmej pozycji zarówno w gigancie jak i w slalomie. Podczas mistrzostw świata w Sankt Moritz w 1974 roku wywalczył srebrny medal w slalomie. Rozdzielił tam Gustava Thöniego i Francisco Fernándeza Ochoę z Hiszpanii. Wystąpił tam także w gigancie, jednak został zdyskwalifikowany w drugim przejeździe.
Był 4-krotnym mistrzem Austrii: w slalomie (1972, 1974), gigancie (1971) i kombinacji (1971).

## Osiągnięcia

### Igrzyska olimpijskie
| Miejsce | Dzień     | Rok  | Miejscowość | Konkurencja | Czas biegu | Strata | Zwycięzca                 |
| ------- | --------- | ---- | ----------- | ----------- | ---------- | ------ | ------------------------- |
| 7.      | 10 lutego | 1972 | Sapporo     | Gigant      | 3:09,62    | +2,70  | Gustav Thöni              |
| 7.      | 13 lutego | 1972 | Sapporo     | Slalom      | 1:49,27    | +2,70  | Francisco Fernández Ochoa |

### Mistrzostwa świata
| Miejsce | Dzień     | Rok  | Miejscowość  | Konkurencja | Czas biegu | Strata | Zwycięzca                 |
| ------- | --------- | ---- | ------------ | ----------- | ---------- | ------ | ------------------------- |
| 13.     | 10 lutego | 1970 | Val Gardena  | Gigant      | 4:19,19    | +5,82  | Karl Schranz              |
| 7.      | 10 lutego | 1972 | Sapporo      | Gigant      | 3:09,62    | +2,70  | Gustav Thöni              |
| 7.      | 13 lutego | 1972 | Sapporo      | Slalom      | 1:49,27    | +2,70  | Francisco Fernández Ochoa |
| DSQ2    | 5 lutego  | 1974 | Sankt Moritz | Gigant      | 3:07,92    | -      | Gustav Thöni              |
| 2.      | 10 lutego | 1974 | Sankt Moritz | Slalom      | 1:49,98    | +0,78  | Gustav Thöni              |

### Puchar Świata

#### Miejsca w klasyfikacji generalnej
- sezon 1968/1969: 44.
- sezon 1969/1970: 27.
- sezon 1970/1971: 7.
- sezon 1971/1972: 15.
- sezon 1972/1973: 2.
- sezon 1973/1974: 7.
- sezon 1974/1975: 26.

#### Miejsca na podium
1. Berchtesgaden – 5 stycznia 1971 (gigant) – 3. miejsce
2. Åre – 13 marca 1971 (gigant) – 1. miejsce
3. Heavenly Valley – 2 marca 1972 (gigant) – 3. miejsce
4. Val d’Isère – 10 grudnia 1972 (zjazd) – 2. miejsce
5. Val Gardena – 15 grudnia 1972 (zjazd) – 3. miejsce
6. Madonna di Campiglio – 19 grudnia 1972 (gigant) – 1. miejsce
7. Wengen – 20 stycznia 1974 (slalom) – 3. miejsce
8. Wengen – 12 stycznia 1975 (kombinacja) – 2. miejsce